# Gladys Carson
Pour les articles homonymes, voir Carson.
Gladys Helena Carson-Hewitt, née le 8 février 1903 à Leicester et morte le 17 novembre 1987 à Spilsby, est une nageuse britannique, spécialiste de la brasse.

## Carrière
Gladys Carson remporte aux Jeux olympiques de 1924 à Paris la médaille de bronze du 200 mètres brasse.